# 梅原末治
梅原末治（うめはらすえじ，1893年8月13日—1983年2月19日），日本东洋考古学家，京都大学名誉教授，日本考古学的奠定人，京都帝国大学1939年文学博士。出生于大阪府南河內郡古市村（現羽曳野市）。他的儿子梅原郁，是京都大学人文科学研究所的名誉教授（研究东洋史，宋代官僚、司法制度，2010年获得日本学士院奖）。

## 年谱
- 1913年，同志社普通学校（现同志社高等学校（日语：同志社高等学校））毕业
- 1914年，京都帝国大学文科大学陳列館助手
- 1921年，朝鮮總督府古跡調査委員
- 1929年，東方文化学院京都研究所（現京都大学人文科学研究所）所員
- 1933年6月，京都帝国大学文学部史学科助教授（考古学講座）
- 1939年3月，京都大学文学博士“支那青銅器時代の研究”
- 1939年7月，京都帝国大学文学部史学科教授（考古学講座）
- 1948年7月，京都大学評議員（至11月）
- 1956年8月，京都大学名誉教授

## 人物
因為體弱多病，梅原末治並沒有進入大學學習。他師從在日本近代考古学之父滨田耕作，多年来在韩国，中国和日本从事考古研究，取得不少成績。他建立的類型學研究方法，日本考古学做出卓越贡献。
由於他獨特的性格，他和許多和他同年代的考古学者（末永雅雄、小林行雄等）都有爭執。他在與學生的座談會中的回憶，收錄在了《東方学回想 IV 学問の思い出〈3〉》（刀水書房、2000年）。

## 獲獎
- 1963年文化功勞者
- 從三位勋二等旭日章

## 著作
- “弥生土器形式分類聚成図録”（《京都帝国大学文学部考古学研究報告》3，1919年）作成第一個圖錄。
- 《鑑鏡の研究》大岡山書店 1925
- 《銅鐸の研究》大岡山書店 1927；木耳社 1985
- 《欧米に於ける支那古鏡》刀江書院 1931
- 《漢三国六朝紀年鏡集録》岡書院 1931
- 《古代北方系文物の研究 明斯教授頌寿記念》星野書店 1938；国書刊行会
- 《支那考古学論攷》弘文堂 1938
- 《紹興古鏡聚英》桑名文星堂 1939；同朋舍出版 1984
- 《日本考古学論攷》（弘文堂書房、1940年）
- 《河南安陽遺物の研究》桑名文星堂 1941；同朋舍出版 1984
- 《漢三国六朝紀年鏡図説》桑名文星堂 1943 京都帝国大学文学部考古学資料叢刊 同朋舍出版 1984
- 《支那漢代紀年銘漆器図説》桑名文星堂 1943 京都帝国大学文学部考古学資料叢刊 同朋舍出版 1984
- 《東亜考古学論攷》第1 星野書店 1944
- 《唐鏡大観》美術書院 1945 京都帝国大学文学部考古学資料叢刊 同朋舍出版 1984
- 《朝鮮古代の文化》高桐書院 1946；国書刊行会
- 《東亜の古代文化》養徳社 1946
- 《朝鮮古代の墓制》座右宝刊行会 1947；国書刊行会
- 《東亜考古学概観》星野書店 1947
- 《日本の古墳墓》養徳社 1947
- 《支那古玉図録》桑名文星堂 1955 京都大学文学部考古学資料叢刊 同朋舍出版 1984
- 《殷墓発見木器印影図録》便利堂（日语：便利堂） 1959
- 《日本蒐儲支那古銅精華》第1-6編 山中商会 1959-1964
- 《殷墟》朝日新聞社 1965
- 《日本古玉器雑攷》吉川弘文館 1971年
- 《慶州金鈴塚飾履塚 大正13年度古蹟調査報告》圖書刊行会 1973
- 《考古学六十年》平凡社 1973
- 《殷墟出土白色土器の研究》同朋舍出版 1984
- 《河南安陽遺宝》同朋舍出版 1984
- 《漢以前の古鏡の研究》同朋舍出版 1984
- 《古銅器形態の考古学的研究》同朋舍出版 1984
- 《戦国式銅器の研究》同朋舍出版 1984
- 《柉禁の考古学的考察》同朋舍出版 1984
- 《洛陽金村古墓聚英》同朋舍出版 1984

### 與他人共編著
- 《朝鮮古文化綜鑑》第1-4巻 藤田亮策（日语：藤田亮策）共編著 養徳社 1947-1966
- 《通溝 満州国通化省輯安県高句麗遺蹟》池内宏（日语：池内宏）共著 国書刊行会 1973